# Гаплогруппа T2c (мтДНК)
Гаплогруппа T2c — гаплогруппа митохондриальной ДНК человека.

## Субклады
- T2c1
  - T2c1-a
  - T2c1-b
  - T2c1b
  - T2c1c
  - T2c1g
- T2c2

## Палеогенетика

### Неолит
Старчевская культура
- M6_116.9 __ Lánycsók, Csata-alja (360.) __ Мохачский район, Баранья (медье), Южная Трансданубия, Венгрия __ 5680-5560 calBCE (6712±25 BP, MAMS-14130) __ Ж (?) __ T2c.[1]

Культура линейно-ленточной керамики
- HARG 3 __ Harta-Gátőrház (137.) __ Калочаский яраш, Бач-Кишкун, Южный Альфёльд, Венгрия __ 5500–5000 BC __ М __ T2c.[1]
- NAU 5 __ Naumburg (feature 335) __ Наумбург (Зале), Бургенланд (район), Саксония-Анхальт, Германия __ 5500-4775 cal BC __ T2c.[2]

Культура воронковидных кубков (Schöningen group)
- SALZ 32 __ Salzmünde-Schiebzig (feature 5077) __ Зале (район), Саксония-Анхальт, Германия __ 4100-3950 cal BC __ T2c.[2]

Баальбергская культура
- KAR 21 __ Karsdorf (feature 187) __ Карсдорф, Бургенланд (район), Саксония-Анхальт, Германия __ 3950-3400 cal BC __ T2c.
- QLB 9 __ Quedlinburg VII 3 (feature 41242) __ Кведлинбург, Гарц (район), Саксония-Анхальт, Германия __ 3950-3400 cal BC __ T2c.

Доисторическая Иберия
- Pove2 | 223.1921 __ Gruta do Poςo Velho[англ.] __ Кашкайш, Лиссабон (округ), Эштремадура, Португалия __ 3360-3097 calBCE (4520±40 BP, Beta-244394) __ T2c.[3]

### Бронзовый век
Культура шнуровой керамики
- OBW 4 __ Oberwiederstedt 2 (feature 1, grave 4) __ Видерштедт, Мансфельд-Зюдгарц, Саксония-Анхальт, Германия __ 2800-2200/2050 cal BC __ T2c.[2]

Унетицкая культура
- ESP 27 __ Esperstedt (feature 3326) __ Эсперштедт (Обхаузен), Саксония-Анхальт, Германия __ 2155-2034 calBCE (3720±58 BP, Er-8532) __ T2c.[2]

Сапалинская культура
- I11027 | UZ-BST-002 __ Bustan (site 7, grave 33 (2), 44-92) __ Шерабадский район, Сурхандарьинская область, Узбекистан __ 1662-1521 calBCE (3315±25 BP, PSUAMS-6198) __ М __ J2a1 > J-Z7661 # T2c.[4]

## Публикации
2013
- Brandt G, Haak W, Adler CJ; et al. (Октябрь 2013). Ancient DNA Reveals Key Stages in the Formation of Central European Mitochondrial Genetic Diversity. Science. 342 (6155): 257–261. doi:10.1126/science.1241844. PMC 4039305. PMID 24115443. {{cite journal}}: Явное указание et al. в: |author= (справка)Википедия:Обслуживание CS1 (множественные имена: authors list) (ссылка)

2015
- Szécsényi-Nagy A, Brandt G, Haak W; et al. (Апрель 2015). Tracing the genetic origin of Europe's first farmers reveals insights into their social organization. Proceedings of the Royal Society B. 282 (1805): 20150339. doi:10.1098/rspb.2015.0339. PMC 4389623. PMID 25808890. {{cite journal}}: Явное указание et al. в: |author= (справка)Википедия:Обслуживание CS1 (множественные имена: authors list) (ссылка)

2017
- Szécsényi-Nagy A, Roth C, Brandt G; et al. (Ноябрь 2017). The maternal genetic make-up of the Iberian Peninsula between the Neolithic and the Early Bronze Age. Scientific Reports. 7: 15644. doi:10.1038/s41598-017-15480-9. PMC 5688114. PMID 29142317. {{cite journal}}: Явное указание et al. в: |author= (справка)Википедия:Обслуживание CS1 (множественные имена: authors list) (ссылка)

2019
- Narasimhan V., Patterson N., Moorjani P; et al. (Сентябрь 2019). The formation of human populations in South and Central Asia. Science. 365 (6457). doi:10.1126/science.aat7487. PMC 6822619. PMID 31488661. {{cite journal}}: Явное указание et al. в: |author= (справка)Википедия:Обслуживание CS1 (множественные имена: authors list) (ссылка)